# 保鑣 (1974年電視劇)
《保鑣》為台灣中華電視台（華視）於1974年9月6日～1975年6月25日期間所播出的八點檔古裝武俠劇，全256集，每集播出90分鐘（播至21：30）。陳明華擔任製作人兼編劇，張玲主演。

## 概要
- 本劇在台灣播出時造成轟動，因此播映期間不斷延長，動員了三百多名演員參演，並曾外銷香港播出。香港版本主題曲由徐小鳳主唱。
- 但延長播出的後果，造成節奏緩慢以及拖戲的缺失，情節發展與角色塑造方面則步上了類似當時「布袋戲模式」的後塵（諸如新角色登場初期，先是被描述成武功超強，之後卻隨著劇情變化而形同小嘍囉身分）。另外，亦有登場角色在不明所以的情況下，在劇中突然以死亡方式退場的情形。
- 本劇落幕後，製作人陳明華與女主角張玲，又在1976年合作拍攝了電影版本《正宗保鑣》。電影版的劇情背景設定則與電視劇完全不同，雖然包括張玲在內的多名電視劇版主要演員也參與此片演出，但所飾演的角色也因前述原因而全數改變。
- 據悉此劇獲時任總統蔣中正垂青且連續收看，更派出曾任總統府秘書長的資政張群前往拍攝現場視察，但在播出期間蔣中正病逝，繼位的蔣經國對此類電視劇深惡痛絕，因而在蔣中正國喪結束後本劇便草草收場。
- 1997年中國電視公司（中視）連續劇《保鑣》，與本劇的劇情類似（故事發生在長風鑣局）。
- 曾外銷新加坡播出，但因為劇情拖沓之故，播出一半即遭腰斬；之後台灣電視劇就被港劇取代，如1976的《小李飛刀》、《書劍恩仇錄》等等。

## 劇情大綱
本劇以明世宗嘉靖年間為背景。洛陽城內的中原鑣局總鑣頭趙天豪，育有三女均自幼習武。當時朝中正是奸相嚴嵩專橫，並掌握了特務機構「鐵衣衛」（性質類似明代史實中的「錦衣衛」，但為本劇中所虛構的名稱）。為了挽救江南百姓，中原鑣局毅然放棄酬勞，接受了一項最危險的買賣：將舉發嚴嵩禍國殃民罪狀的血書護送進京，並密呈嫉惡如仇的「鐵面御史」鄒應龍，藉以除去嚴嵩等奸人。但鑣隊中趙大小姐碧鳳個性軟弱，趙二小姐夢嬌則是驕縱任性，因而整個保鑣任務落在趙三小姐燕翎身上。得知此事的鐵衣衛陸續派出殺手阻撓鑣隊，正邪雙方屢次展開交手。

## 製作群
- 製作人：陳明華
- 編劇：陳良、韋辛
- 武術指導：陳雷
- 導播：林京珍、葉文宗、常崇蕙、寇恆祿

## 主題歌
- 「情難忘」

作詞：文　作曲：于文、中野忠晴　演唱：張玲
曲調基本上沿用自日本歌手三橋美智也1960年發行的曲目「達者でな」，但做了部分修改。

## 登場角色
- 趙天豪：高鳴（香港配音：金雷)

中原鑣局總鑣頭。
- 趙燕翎：張玲（香港配音：尹芳玲)

趙家三女，為本劇女主角。
- 趙碧鳳：華珍

趙家長女。
- 趙夢嬌：程安琪（香港配音：黃韻詩)

趙家次女。
- 蔡漢英：龍隆（香港配音：朱子聰)

中原鑣局的新任鑣師，帶著家僕賈湖土前來加入。其父實為多年前曾搭救趙天豪的恩人，但蔡漢英則是刻意隱瞞這段過往，以自身的實力成為鑣局的新血。
- 賈湖土（冷閻羅萬見愁）：張允文（香港配音：藍天)

蔡漢英的隨僕，平時雖然裝瘋賣傻，卻是為了隱藏其真正的大俠身分「冷面閻羅萬見愁」所為，並時常暗助趙燕翎。而劇中他曾說過一旦真正身分曝光，就是自己將死之時。
- 司馬不平：石英（香港配音：盧國雄)
- 歐陽無敵：楊忠民（香港配音：鄧民祥)
- 「劍令使者」玉蝴蝶：葉明德
- 陰少卿：李藝民

鐵衣衛四檔頭，劇中以除掉司馬不平與歐陽無敵的方式登場。
- 李文揚：衛子雲（香港配音：黃健強)
- 鄭青山：傅雷（香港配音：鄧榮銾)
- 古雲萍：陳松勇
- 「金武士」公孫無名：上官鳴
- 柳無情：狄慶元（香港配音：李忠強)
- 雷大剛：薛漢
- 陸威武：凡偉
- 藍逸青：江豪

陸威武的弟子。
- 黃龍：江英

趙天豪的弟子。
- 莫奈何：龍宣
- 玉觀音：凌音
- 鐵觀音：谷音
- 金無量：崔天祿
- 玉環（金無量的三姨太）：李麗鳳
- 七殺魔姑：（香港配音：謝月美)
- 周三漢：（香港配音：林保全)
- 高總管：（香港配音：陳劍雲)
- 右金童：（香港配音：梁耀昌)
- 左金童：（香港配音：林國雄)
- 凌玉峯：（香港配音：源家祥)
- 雲三娘：（香港配音：潘滿儔)
- 雷霸天：（香港配音：石景初)
- 谷劍彪：（香港配音：馮錦倫)

## 相關作品
- 中原镖局

## 外部連結
- . 華視台史館. 2001  [2013-01-28]. （原始内容存档于2013-02-26）.
- 台灣因政治而被迫停播的電視節目（管仁健／著） （页面存档备份，存于）